# Kargalīn
Kargalīn (persiska: كرگلين) är en ort i Iran.   Den ligger i provinsen Alborz, i den norra delen av landet, 70 km väster om huvudstaden Teheran. Kargalīn ligger 1 222 meter över havet och antalet invånare är 640.
Terrängen runt Kargalīn är huvudsakligen platt, men söderut är den kuperad.Runt Kargalīn är det ganska tätbefolkat, med 86 invånare per kvadratkilometer. Närmaste större samhälle är Naz̧arābād, 13,1 km nordväst om Kargalīn. Trakten runt Kargalīn består till största delen av jordbruksmark.